# Christina Markus Lassen
Christina Markus Lassen R. (født 17. december 1970) er en dansk diplomat og embedsmand, der siden 2023 har været Danmarks ambassadør og faste repræsentant ved De Forenede Nationer (FN) i New York. Hun har tidligere været Danmarks ambassadør i USA og politisk direktør (vicedirektør) for udenrigspolitik i Udenrigsministeriet.
I sin nuværende stilling som FN-ambassadør i New York var Lassen ansvarlig for i partnerskab med Danmarks særlige repræsentant, Holger K. Nielsen, at fremme Danmarks kandidatur til en plads i FN's Sikkerhedsråd. I juni 2024 blev Danmark valgt til en toårs periode i FN's Sikkerhedsråd. Inden hendes nuværende udnævnelse bestred Lassen flere diplomatiske roller, herunder ambassadør og leder af EU-delegationen i Libanon, og dansk ambassadør i Syrien og Jordan, i en periode med regional ustabilitet, herunder det arabiske forår og specifikt den syriske borgerkrig i 2011.

## Tidligt liv og uddannelse
Christina Markus Lassen blev født den 17. december 1970 i København, Danmark.
I 1997 modtog Lassen en cand.merc.int. i International Relations and Business fra Copenhagen Business School. I 1993, under sin kandidatuddannelse, studerede hun udenrigspolitik ved American University i Washington, DC.
I 2012-13 lavede hun et fellowship ved Weatherhead Center for International Affairs på Harvard University, hvor hun forskede i det Arabiske Forår i 2010-2011, og implikationerne for forholdet mellem den arabiske verden og EU/USA.

## Diplomatisk karriere
Lassen begyndte sin karriere i Udenrigsministeriet i København i 1997 som fuldmægtig, før hun fra 2000 til 2004 blev udstationeret som førstesekretær i den politiske afdeling på den danske ambassade i Washington, D.C., en post hun havde under terrorangrebet den 11. september 2001. Hun var efterfølgende særlig rådgiver i Statsministeriet for mellemøstlige og transatlantiske anliggender. I 2005 blev hun kontorchef i direktionssekretariatet i Udenrigsministeriet.
I september 2009 modtog Lassen sin første ambassadørudnævnelse, idet hun skulle repræsentere Danmark i både Syrien og Jordan, fra den danske ambassade i Damaskus. Som 38-årig blev hun den yngste kvinde til at bestride en sådan stilling i Udenrigstjenestens historie. Under den syriske revolution korresponderede hun tæt med ambassadørerne Robert Ford fra USA, Éric Chevallier fra Frankrig og Simon Collins fra Storbritannien, der sammen dannede en 'vestlig' tilgang. Lassen og hendes ambassadepersonale havde et "fremragende kontaktnet ", som amerikanerne stolede på.
I et interview med Berlingske i 2020 reflekterede hun over sit arbejde og udtalte: "Siden 11. september har jeg brugt meget af min energi på at forstå, hvad det er, der adskiller os - hvad var det, der gik galt mellem Vesten og Mellemøsten". Hendes tid som ambassadør i Syrien var præget af begyndelsen af borgerkrigen i landet. Hun beskrev sin personlige forbindelse til konflikten og sagde: "Krigen i Syrien er meget personlig for mig. At se regimets ekstremt brutale svar på de i begyndelsen fredelige demonstrationer, og hvor voldeligt det hele hurtigt udviklede sig, var ekstremt deprimerende".
Hun vendte tilbage til Danmark i 2013 som kontorchef for Public Diplomacy og kommunikation i Udenrigsministeriet, en stilling hun beklædte indtil 2014, hvor hun blev kontorchef for stabilisering og sikkerhedspolitik fra 2014 til 2015.
I 2013, blev Lassen beskrevet som værende en del af den "unge generation af diplomater", hvor hendes omfattende embedsperiode og stillinger i Udenrigstjenesten havde bidraget til ministeriets omstilling til en "global dagsorden".
Lassen blev udnævnt til ambassadør og leder af EU-delegationen i Libanon i 2015. I løbet af denne tid var hun 'Diplomat in Residence' ved American University i Beirut og Fellow ved Issam Fares Institute. Hun deltog i Bilderberg-konferencen i 2015 som EU-ambassadør.
I 2019 vendte hun tilbage til Danmark som politisk direktør og vicedirektør for udenrigspolitik i Udenrigsministeriet, før hun blev Danmarks ambassadør i USA i 2022. Under ambassadørrokaden i 2023 blev Lassen udnævnt til Danmarks faste repræsentant ved FN, og fik til opgave at stå i spidsen for det danske kandidatur til en plads i FN's Sikkerhedsråd i 2025. Den 6. juni 2024 blev Danmark med 184 stemmer valgt til FN's Sikkerhedsråd fra den vesteuropæiske gruppe (WEOG), og Lassen vil dermed repræsentere Danmark i landets femte omgang i Sikkerhedsrådet i en toårig periode fra 2025-2026.

## Hæder
Lassen har fungeret som Udenrigsministeriets repræsentant i Dansk Institut for Internationale Studier (DIIS) og medlem af Dansk Udenrigspolitisk Selskabs Advisory Board.

### Nationale
Danmark:
- Ridder af Dannebrogordenen (2007)[24]

## Referenceliste
1. ↑  "Altinget person — Christina Markus Lassen". www.altinget.dk. Hentet 2023-11-04.
2. ↑  "European Conference | Christina Markus Lassen". euroconf.eu. Arkiveret fra originalen 4. november 2023. Hentet 2023-11-04.
3. ↑  "Linkedin profile – Christina Markus Lassen". Linkedin.com. Hentet 4. november 2023.
4. ↑  "The Middle East in Turmoil: The Syrian Revolution as Seen from Inside". cmes.fas.harvard.edu (engelsk). Hentet 2023-11-04.
5. ↑  Fokus, Ritzau (2020-12-17). "Fylder 50 år". www.kendte.dk. Hentet 2023-11-04.
6. ↑  "European Conference | Christina Markus Lassen". euroconf.eu. Arkiveret fra originalen 4. november 2023. Hentet 2023-11-04.
7. ↑  "New Permanent Representative of Denmark Presents Credentials | UN Press". press.un.org. Hentet 2023-11-04.
8. ↑  "Vidne til verdens gode og dårlige sider | jv.dk". jv.dk. 2020-12-17. Hentet 2023-11-04.
9. ↑  Phillips, Christopher (2020-07-01). The Battle for Syria: International Rivalry in the New Middle East (engelsk). Yale University Press. s. 78. ISBN 978-0-300-24991-0.
10. ↑  Federspiel, Ulrik (2020-05-27). Et diplomatisk liv. Gyldendal Business. ISBN 978-87-02-22803-8.
11. ↑  "Vidne til verdens gode og dårlige sider | jv.dk". jv.dk. 2020-12-17. Hentet 2023-11-04.
12. ↑  "European Conference | Christina Markus Lassen". euroconf.eu. Arkiveret fra originalen 4. november 2023. Hentet 2023-11-04.
13. ↑  "New Permanent Representative of Denmark Presents Credentials | UN Press". press.un.org. Hentet 2023-11-04.
14. ↑  "Tunge diplomater flyttes rundt i verden". Finans. 2014-10-28. Hentet 2023-11-04.
15. ↑  "European Conference | Christina Markus Lassen". euroconf.eu. Arkiveret fra originalen 4. november 2023. Hentet 2023-11-04.
16. ↑  Zielinski, Aleksander M. "Bilderberg Participants Database for Publication". Hentet 4. november 2023.
17. ↑  "Diplomatic representation in the US – 2022 World Factbook Archive". www.cia.gov. Hentet 2023-11-04.
18. ↑  "Danmarks nye ambassadør i USA møder sin amerikanske kollega". Berlingske.dk. 2022-07-18. Hentet 2023-11-04.
19. ↑  "Ambassadørrokade: Holdet sat til EU-formandskab og medlemskab af Sikkerhedsrådet | Udenrigsministeriet". via.ritzau.dk. Hentet 2023-11-04.
20. ↑  "Dansk USA-ambassadør bliver FN-ambassadør | Nyheder". DR. 2023-03-03. Hentet 2023-11-04.
21. ↑  "Danmark er blevet stemt ind i FN's Sikkerhedsråd". DR. 2024-06-06. Hentet 2024-06-10.
22. ↑  "Danmark med kurs mod prestigefyldt råd - TV 2". nyheder.tv2.dk. 2024-06-06. Hentet 2024-06-10.
23. ↑  "European Conference | Christina Markus Lassen". euroconf.eu. Arkiveret fra originalen 4. november 2023. Hentet 2023-11-04.
24. ↑  "Modtagere af danske dekorationer". www.kongehuset.dk. Hentet 2023-11-04.